# Manuel José Hurtado
Manuel José Hurtado (Panamá, 1 de diciembre de 1821 - 8 de agosto de 1887) fue un ingeniero y educador panameño. Estudió Humanidades en Inglaterra y en París culminó su carrera en Ingeniería Civil. Se dedicó al comercio y a la práctica de su profesión, representó al Departamento del Istmo ante el Gobierno de la Nueva Granada en varias ocasiones.
Mecenas de escuelas y colegios, fue profesor de Ciencias Naturales y Exactas. Sus acertadas innovaciones para modernizar la educación indujo al gobierno a nombrarlo Director General de Instrucción Pública. Fundó escuelas, colegios, la Escuela Normal de varones y otras para mujeres de donde salieron las primeras maestras y maestros panameños. 
Por su generosidad y empeño en pro de la educación popular se le ha llamado el «Padre de la Instrucción Pública en el Istmo» y se declaró el 1 de diciembre, fecha de su nacimiento, Día del maestro en la República de Panamá; en esta fecha se entrega la Orden Manuel José Hurtado, máximo galardón al que pueden aspirar los educadores panameños.